# Strežniška soba
Strežniška soba je prostor, kjer se nahaja vsa potrebna oprema, ki je namenjena za delovanje in povezavo vseh naprav in procesiranje vseh informacij v informacijskem sistemu podjetja/organizacije. Ker je v tem prostoru vsa oprema, ki ima veliko vrednost in prav tako so tu vsi podatki, s katerimi operira podjetje, je potrebno strežniško sobo ustrezno načrtovati in predvsem dobro zaščititi. Soba mora biti zasnovana tako, da je tveganje za neželene pojave čim manjše. To pomeni, da se minimalizirajo posledice v primeru, da pride do neželenega pojava. Pri vstopu v strežniško sobo mora biti zagotovljena ustrezna varnost. Dovoljenje za vstop morajo imeti točno določene osebe, saj lahko neizkušene ali neupravičene osebe storijo več škode kot koristi, čeprav nenamerno. Zaradi takšnih nevšečnosti je priporočljivo, da se uporabi poseben mehanizem, ki omogoča vstop v strežniško sobo ( npr. s pomočjo identifikacijskih kartic).

### Izgradnja strežniške sobe za optimalno varnost:

#### Velikost
Ko načrtujemo strežniško sobo je zelo pomembna velikost prostora, ki je seveda odvisna od potreb organizacije. Potrebno je zagotoviti dovolj prostora za vso aktivno opremo, ki bo v njej in tudi celoten prostor, ki bo namenjen za naprave za neprekinjeno napajanje, kable in hladilne sisteme. Za strežniško sobo je priporočljivo, da je oblikovana tako, da ima dvojna tla. To pomeni, da so strežniki in ostala oprema dvignjeni od tal, da se ta prostor med tlemi in dvignjenimi strežniki lahko uporabi za napeljevanje kablov in zaščito opreme pred morebitnimi manjšimi poplavami.

#### Lokacija
Ni pomembna samo velikost strežniške sobe ampak ima pomemben vpliv tudi lokacija. Priporoča se, da je strežniški prostor čim bolj v središču zgradbe in ne v kletnih in strešnih prostorih. To je pomembno, ker s tem zagotovimo večjo varnost pred naravnimi katastrofami in nepooblaščenim vstopom.  V strežniški sobi je zelo pogosto povišana raven hrupa -  to nastane zaradi hladilnih sistemov in ventilatorjev, zato moramo upoštevati, da je soba dovolj oddaljena od delovnih mest in pisarn. Poskrbeti moramo tudi, da je primerno izolirana in ločena od drugih prostorov s protipožarno steno.

#### Napajanje
Tudi napajanje v strežniških sobah ima zelo velik pomen. Če nebi bilo oskrbe z električno energijo bi bilo onemogočeno vso delovanje opreme, kar bi preprečevalo normalno delovanje sistemov v strežniških sobah. Neprekinjeno poslovanje v primeru izpada dotoka električne energije, električnih udarov, prekinitve napajanj v strežniški sobi zagotavlja naprava UPS (Uninterruptible Power Supply), ki služi kot nekakšna baterija. Njen glavni namen je zagotoviti napravam dotok električne energije v primeru, da se dotok naprave prekine iz električnega omrežja. V primeru daljšega izpada električne energije so ključnega pomena generatorji, ki zagotavljajo neprestano delovanje strežniške sobe v primeru izpada. Generatorji se nahajajo v bližini strežniške sobe, lahko pa jih namestimo kar v strežniško sobo, vendar je ta opcija dražja, saj nastopijo dodatni stroški za dodatno vgradnjo rež in dušilcev zvoka. 

#### Montaža in hlajenje
Pomembna je tudi montaža kablov in žic, ki morajo biti lepo organizirani, saj slaba napeljava kablov vodi do prepletanja kablov, kar oteži sledenje določenega kabla, kadar je to potrebno. Ker med svojim delovanjem informacijsko-komunikacijska tehnologija proizvede veliko toplote, je ustrezno hlajenje bistvenega pomena. Okvara hlajenja lahko poškoduje opremo in posledično ogrozi neprekinjeno poslovanje. Najhitrejši način, da ohladimo strežniško sobo je, da :
- odpremo vrata, saj s tem sprostimo vroč zrak iz sobe,
- odstranimo ploščo s stropa, kar omogoči, da topel zrak bolj prosto kroži do glavnega HVAC (Central Heating Ventilation and Air-Conditioning - Centralno gretje, ventilacija in klima) sistema, 
- uporabimo zmogljiv ventilator, ki ga namestimo blizu izvora vročine, da preusmerimo vroč zrak stran od opreme,
- prilagodimo prostornino zraka,
- uporabimo prenosno klimatsko napravo.

### Varnost podatkov:
Podatki so bistvenega pomena v vsaki organizaciji. Zato mora podjetje zagotoviti, da ne pride do izgub, spremembe ali odtujitve podatkov. Učinkoviti sistemi za preprečevanje teh dogodkov so sistemi podvajanja in arhiviranja podatkov. To so sistemi, ki shranjujejo podatke, RAID polja in sistemi, ki ustvarjajo varnostne kopije podatkov in omogočajo shranjevanje nastavitev. Tveganj na tem področju ne moremo sprejeti, saj predstavljajo veliko grožnjo sistemu. Če bi napadalec vdrl v informacijski sistem, lahko ukrade podatke, strojno opremo oziroma povzroči fizično škodo. Obvarujemo se lahko z namestitvijo naslednjih varnostnih mehanizmov:
- s kontrolo fizičnega vstopa v organizacijo,
- s fizičnim omejevanjem dostopa v organizaciji,
- z varovanjem dostopa do strežniške sobe,
- z zaščito mrežnih priključkov